# Liste der Disney-Channel-Original-Movies
Diese Liste enthält alle vom US-amerikanischen Fernsehsender Disney Channel als Disney Channel Original Movie (DCOM) beworbene Fernsehfilme auf. Während die Filme des Senders von 1983 bis Mitte 1997 noch als Disney Channel Premiere Films bekannt waren, änderte sich das ab Mitte 1997 zur noch heute gültigen Bezeichnung.
Der erfolgreichste Film ist High School Musical 2, der im August 2007 bei seiner Premiere über 17 Millionen Zuschauer erreichte. Ebenfalls über 10 Millionen Zuschauer hatte Die Zauberer vom Waverly Place – Der Film im August 2009. Bekannte Franchise neben High School Musical sind die Zenon-, und Cheetah-Girls -Trilogie sowie die Halloween-, Descendants und Zombies-Reihe. Jeweils zwei Filme spielen im Zwexies-, Camp-Rock- und Teen-Beach-Universum.

## Liste der Filme

### 1997–2000
1997
- Das Geheimnis der Mumie (Under Wraps)

1998
- Lucky, der reichste Hund der Welt (You Lucky Dog)
- Soulskater – Vier Freunde auf Rollen (Brink!)
- Halloween Town – Meine Oma ist ’ne Hexe (Halloweentown)

1999
- Zenon, die kleine Heldin des 21sten Jahrhunderts (Zenon: Girl of the 21st Century)
- Mikes galaktisches Abenteuer (Can of Worms)
- Das dreizehnte Jahr (The Thirteenth Year)
- Das Haus der Zukunft (Smart House)
- Johnny Tsunami – Der Wellenreiter (Johnny Tsunami)
- Das einsame Genie (Genius)
- Die Rückkehr der vergessenen Freunde (Don’t Look Under the Bed)
- Wie Du mir, so ich Dir (Horse Sense)

2000
- Superboy Scott (Up, Up, and Away)
- Die Farbe der Freundschaft (The Color of Friendship)
- Die Bowling Gang (Alley Cats Strike)
- Surfer Girls (Rip Girls)
- Wunder auf Bahn 2 (Miracle in Lane 2)
- Meine Stiefschwester ist ein Alien (Stepsister from Planet Weird)
- Corrie und das Rennpferd (Ready to Run)
- Jamie und die Fünflinge (Quints)
- Das zweite Ich (The Other Me)
- Mamas Rendezvous mit einem Vampir (Mom’s Got a Date with a Vampire)
- Das Megaplex-Phantom (Phantom of the Megaplex)
- Das ultimative Weihnachtsgeschenk (The Ultimate Christmas Present)

### 2001–2010
2001
- Zenon II: Das Abenteuer geht weiter (Zenon: The Zequel)
- Motocrossed
- Das Glück der Iren (The Luck of the Irish)
- Herrchen wider Willen (Hounded)
- Jett Jackson: The Movie
- Jennie, die Unbezähmbare (The Jennie Project)
- Schiffbruch (Jumping Ship)
- Das Verpuffungsphänomen (The Poof Point)
- Halloweentown II (Halloweentown II: Kalabar’s Revenge)
- Wenn der Weihnachtsmann persönlich kommt (’Twas the Night)

2002
- Double Teamed – Ein Traum wird wahr (Double Teamed)
- Soldat Kelly (Cadet Kelly)
- Ein Tag mit meinem Bruder (Tru Confessions)
- Lass dir was einfallen! (Get a Clue)
- Rhythmus im Blut (Gotta Kick It Up!)
- Die Stimme des Meeres (A Ring of Endless Light)
- Das Scream Team (The Scream Team)

2003
- Ver-wünscht! (You Wish!)
- Die Rennfahrerin (Right on Track)
- Die Stevens schlagen zurück (The Even Stevens Movie)
- Eddies große Entscheidung (Eddie’s Million Dollar Cook-Off)
- Cheetah Girls – Wir werden Popstars (The Cheetah Girls)
- Das Wunder der Lions (Full-Court Miracle)

2004
- Der perfekte Rockstar (Pixel Perfect)
- Der große Kampf (Going to the Mat)
- Zenon III: Das Rennen zum Mond (Zenon: Z3)
- Jordan Superstar (Stuck in the Suburbs)
- An Bord der Tiger Cruise (Tiger Cruise)
- Halloweentown III: Halloweentown Highschool (Halloweentown High)

2005
- Der größte Magier der Welt (Now You See It…)
- Buffalo Dreams
- Kim Possible – Der Film: Invasion der Roboter (Kim Possible Movie: So the Drama)
- Die Eishockey-Prinzessin (Go Figure)
- Gut gebellt ist halb gewonnen (Life is Ruff)
- Die Prouds: Der Inselabenteuerfilm (The Proud Family Movie)
- Zwexies – Die Zwillingshexen (Twitches)

2006
- High School Musical
- Partygirls auf Mission (Cow Belles)
- Wendy Wu – Die Highschool-Kriegerin (Wendy Wu: Homecoming Warrior)
- Hilfe, mein Tagebuch ist ein Bestseller (Read It and Weep)
- Cheetah Girls – Auf nach Spanien (The Cheetah Girls 2)
- Halloweentown 4 – Das Hexencollege (Return to Halloweentown)

2007
- Jump In!
- Johnny Kapahala: Zurück auf Hawaii (Johnny Kapahala: Back on Board)
- High School Musical 2
- Zwexies – Die Zwillingshexen zum Zweiten (Twitches Too)

2008
- Minutemen – Schüler auf Zeitreise (Minutemen)
- Camp Rock
- Cheetah Girls: One World (The Cheetah Girls: One World)
- High School Musical 3: Senior Year (High School Musical 3: Senior Year)

2009
- Die Entführung meines Vaters (Dadnapped)
- KikeriPete (Hatching Pete)
- Prinzessinnen Schutzprogramm (Princess Protection Program)
- Die Zauberer vom Waverly Place – Der Film (Wizards of Waverly Place: The Movie)

2010
- StarStruck – Der Star, der mich liebte (Starstruck)
- Mein Bruder, die Pfadfinderin! (Den Brother)
- Camp Rock 2: The Final Jam
- Die Tochter von Avalon (Avalon High)

### 2011–2020
2011
- Zack & Cody – Der Film (The Suite Life Movie)
- Lemonade Mouth – Die Geschichte einer Band (Lemonade Mouth)
- Sharpay’s fabelhafte Welt (Sharpay’s Fabulous Adventure)
- Phineas und Ferb: Quer durch die 2. Dimension (Phineas and Ferb The Movie: Across the 2nd Dimension)
- Movie Star – Küssen bis zum Happy End (Geek Charming)
- Meine Schwester Charlie unterwegs – Der Film (Good Luck Charlie, It’s Christmas!)

2012
- Beste FReinde (Frenemies)
- Radio Rebel – Unüberhörbar (Radio Rebel)
- Let It Shine – Zeig, was Du kannst! (Let It Shine)
- Monster gegen Mädchen (Girl vs. Monster)

2013
- Teen Beach Movie

2014
- Halfpipe Feeling (Cloud 9)
- Ferngesteuert (Zapped)
- Albert aus Versehen (How to Build a Better Boy)

2015
- Bad Hair Day
- Teen Beach 2
- Descendants – Die Nachkommen (Descendants)
- Überraschend unsichtbar (Invisible Sister)

2016
- Die Nacht der verrückten Abenteuer (Adventures in Babysitting)
- Der Tausch (The Swap)

2017
- Rapunzel – Für immer verföhnt (Tangled: Before Ever After)
- Descendants 2 – Die Nachkommen (Descendants 2)

2018
- Zombies
- Freaky Friday – Voll vertauscht (Freaky Friday)

2019
- Kim Possible
- Descendants 3 – Die Nachkommen (Descendants 3)

2020
- Zombies 2 – Das Musical (Zombies 2)
- Upside-Down Magic – Magie steht Kopf (Upside-Down Magic)

### Seit 2021
2021
- Spin – Finde deinen Beat (Spin)
- Das Geheimnis der Mumie  (Under Wraps)
- Weihnachten… Schon wieder?! (Christmas Again)

2022
- Zombies 3 – Das Musical (Zombies 3)
- Das Geheimnis der Mumie 2 (Under Wraps 2)

2023
- Prom Pact
- The Slumber Party
- Andy's 8 – Der Weihnachtsraub (The Naughty Nine)

2024
- Big City Greens Der Film: Urlaub im All (Big City Greens the Movie: Spacecation)
- Descendants: The Rise of Red

2025
- Zombies 4: Dawn of the Vampires

### Angekündigte Filme
2026
- Descendants: Wicked Wonderland

## Die erfolgreichsten Filme in den USA

### Die Top 10 insgesamt
1. High School Musical 2 (17,24 Millionen Zuseher bei der TV-Premiere)
2. Die Zauberer vom Waverly Place – Der Film  (13,50 Millionen)
3. Camp Rock (8,86 Millionen)
4. Prinzessinnen Schutzprogramm (8,50 Millionen)
5. Teen Beach Movie (8,39 Millionen)
6. Jump In! (8,20 Millionen)
7. Cheetah Girls 2 (8,10 Millionen)
8. Camp Rock 2: The Final Jam (8,00 Millionen)
9. Soldat Kelly (7,80 Millionen)
10. Halloweentown 4 – Das Hexencollege (7,80 Millionen)

### In einem Kalenderjahr
- 2002: Soldat Kelly (7,80 Millionen)
- 2003: Cheetah Girls – Wir werden Popstars (6,50 Millionen)
- 2004: Jordan Superstar (3,70 Millionen)
- 2005: Zwexies – Die Zwillingshexen (7,00 Millionen)
- 2006: Cheetah Girls – Auf nach Spanien (8,10 Millionen)
- 2007: High School Musical 2 (17,24 Millionen)
- 2008: Camp Rock (8,86 Millionen)
- 2009: Die Zauberer vom Waverly Place – Der Film (13,50 Millionen)
- 2010: Camp Rock 2: The Final Jam (8,00 Millionen)
- 2011: Phineas und Ferb: Quer durch die 2. Dimension (7,60 Millionen)
- 2012: Let It Shine – Zeig, was Du kannst! (5,70 Millionen)
- 2013: Teen Beach Movie (8,39 Millionen)
- 2014: Ferngesteuert (5,67 Millionen)
- 2015: Descendants – Die Nachkommen (6,55 Millionen)
- 2016: Die Nacht der verrückten Abenteuer (3,45 Millionen)
- 2017: Descendants 2 – Die Nachkommen (5,33 Millionen)
- 2018: Zombies (2,57 Millionen)
- 2019: Descendants 3 – Die Nachkommen (4,59 Millionen)
- 2020: Zombies 2 – Das Musical (2,46 Millionen)
- 2021: Spin – Finde deinen Beat (0,54 Millionen)
- 2022: Zombies 3 – Das Musical (0,33 Millionen)
- 2023: Andy's 8 – Der Weihnachtsraub (0,35 Millionen)
- 2024: Big City Greens Der Film: Urlaub im All (0,18 Millionen)